# Toyota Kata
Toyota Kata este o carte de management scrisă de Mike Rother. Cartea descrie metodelele de Îmbunătățire Kata și Coaching Kata, care sunt un mijloc de îmbunătățire continuă a proceselor mai ușor de înțeles și integrat, după modelul observat la Sistemul de Producție Toyota.

## Privire de ansamblu
Toyota Kata definește managementul ca "urmărirea sistematică a unor obiective de atins, utilizând potențialul uman în mod convenit de comun acord". Rother sugerează că nu soluțiile în sine sunt cele care aduc avantaje competitive și sustenabilitate pe termen lung, ci gradul în care organizația deprinde un set de practici pentru dezvoltarea soluțiilor potrivite din nou, și din nou, pe trasee impredictibile. Acest lucru necesită învățarea abilităților din spatele soluției.
În această abordare de management rolul liderilor și a managerilor este de a dezvolta oamenii astfel încât să atingă obiectivele de dorit. Ei fac acest lucru prin încurajarea membrilor organizației (lideri și manageri inclusiv) să practice în mod deliberat o rutină, sau kata, care dezvoltă și canalizează abilitățile lor creatoare. Kata sunt modele de comportament care sunt practicate astfel încât acestea să devină o a doua natură, și au fost inițial secvențe de mișcare în artele marțiale.

## Îmbunătățire Kata
Îmbunătățirea Kata este o rutină pentru trecerea de la situația actuală la o nouă situație într-un mod creativ, țintit, în mod semnificativ. Ea se bazează pe un model în patru părți:
1. Considerând o viziune sau direcție de urmat...
2. Înțelegând situația actuală.
3. Definind următoarea condiție țintă.
4. Avansarea spre acea condiție țintă iterativ, descoperind obstacole la care trebuie lucrat.

În contrast cu abordările care încearcă să prezică traseul și să se concentreze pe implementare, Îmbunătățirea Kata se bazează pe descoperiri care au loc pe parcurs. Echipe de îmbunătățire kata învață în timp ce se străduiesc să ajungă la un obiectiv, și se adaptează bazat pe ceea ce învăță pe parcurs.
Toyota Kata susține că modelul de gândire și comportament de îmbunătățire-kata este universal; se aplică nu numai în afaceri, dar și în educație, politică, viața de zi cu zi etc.. Mesajul principal al cărții este că, atunci când oamenii practică si învață printr-o rutină kata cum să procedeze în teritorii neclare, ajung să nu se mai teamă de obstacole, schimbare și alte variabile necunoscute cu care se vor confrunta. În loc să încerce să păstreze un nivel crescut de certitudine bazată pe perspectiva unei singure persoane, oamenii vor căpăta încrederea necesară pentru a trece prin incertitudini cu ajutorul unei practici kata.

## Coaching Kata
Coaching-ul Kata este o rutină utilizată pentru a încuraja și instrui îmbunătățirea kata și necesită experiență anterioară cu practicarea metodei Îmbunătățire Kata.În practică este utilizat un set de 5 întrebări care au ca scop urmărirea progresului proiectelor de îmbunătățire, cât și dezvoltarea angajaților. De asemenea, se recomandă utilizarea unui panou informativ care reflectă experimentele și învățămintele în urma lor. Cele 5 întrebări de coaching sunt:
1. Care este obiectivul?
2. Care este situația actuală acum?*
3. Ce obstacole te împiediă să atingi obiectivul? Pe care îl abordezi acum?
4. Care este următorul pas? (următorul experiment) Ce te aștepți să se întâmple?
5. Când putem merge să vedem ce am învățat din acest pas?

Pentru a discuta despre pasul anterior întâlnirii de coaching, este necesar să fie adresate întrebări ajutătoare de reflecție (în special dacă coach-ul nu a participat la experiment):
- Care a fost ultimul pas făcut?
- Ce te așteptai să se întâmple?
- Ce s-a întâmplat de fapt?
- Ce ai învățat din acest pas?

Prin repetarea acestei rutine, se crează un mod de lucru structurat și orientat spre experimentare, iar în acest fel, are loc învățarea unor abilități și acumularea unor cunoștințe noi. 